# 일본국 헌법 제64조
일본국 헌법 제64조(일본어: 日本国憲法第64条)은 일본국 헌법 제4장 "국회"의 조문 중 하나이다. 재판관탄핵재판소의 설치에 대해 규정하고 있다.

## 조문
일본국 헌법 제64조
① 국회는 파면의 소추를 받은 재판관을 재판하기 위하여 양 의원(議院)의 의원(議員)으로 조직하는 탄핵재판소를 설치한다.
② 탄핵에 관한 사항은 법률로 이를 정한다.

## 해설
중참 양원의 의원(중의원, 참의원 각각 7명씩 총 14명)으로 구성되는 재판관탄핵재판소는 판사의 탄핵안을 심의·결정하는 곳으로 판사의 파면을 결정할 수 있다. 탄핵재판소의 설치 및 운영에 관해서는 법률의 규정에 맡기고 있으며, 이에 따라 '국회법'과 '재판관탄핵법'에 판사 탄핵에 관한 규정이 마련되어 있다.